# Јембке
Јембке (њем. Jembke) општина је у њемачкој савезној држави Доња Саксонија. Једно је од 41 општинског средишта округа Гифхорн. Према процјени из 2010. у општини је живјело 1.998 становника. Посједује регионалну шифру (AGS) 3151014.

## Географски и демографски подаци
Јембке се налази у савезној држави Доња Саксонија у округу Гифхорн. Општина се налази на надморској висини од 57 метара. Површина општине износи 14,6 km². У самом мјесту је, према процјени из 2010. године, живјело 1.998 становника. Просјечна густина становништва износи 137 становника/km².